# Rada Strażników
Rada Strażników Konstytucji (pers. شورای نگهبان قانون اساسی, Szura-je Negahban-e Qanun-e Assassi), zwana w skrócie Radą Strażników – dwunastoosobowy organ rządowy Islamskiej Republiki Iranu.
Zgodnie z konstytucją, rada powinna składać się z sześciu islamskich prawników „świadomych bieżących potrzeb i wyzwań w dniu nominacji” przez najwyższego przywódcę, oraz sześciu prawników „wyspecjalizowanych w różnych obszarach prawa, wybranych przez Madżlis spośród kandydatów nominowanych przez szefa władzy sądowniczej” (który z kolei nominowany jest przez najwyższego przywódcę).
Zadaniem rady jest interpretacja konstytucji, nadzór nad wyborami, zatwierdzanie kandydatów na członków Zgromadzenia Ekspertów, prezydenta i członków parlamentu oraz „zapewnianie zgodności praw zatwierdzanych przez Islamskie Zgromadzenie Konsultatywne z zasadami islamu i konstytucji”. Sprowadza się to do możliwości wetowania ustaw parlamentu.